# Trouvelot (Mondkrater)
Trouvelot ist ein kleiner Einschlagkrater im Norden der Mondvorderseite.
Er liegt südlich des großen Mondtales Vallis Alpes.
| Buchstabe | Position          | Durchmesser | Link |
| --------- | ----------------- | ----------- | ---- |
| G         | 47,44° N, 0,25° O | 6 km        |      |
| H         | 49,91° N, 4,49° O | 4 km        |      |

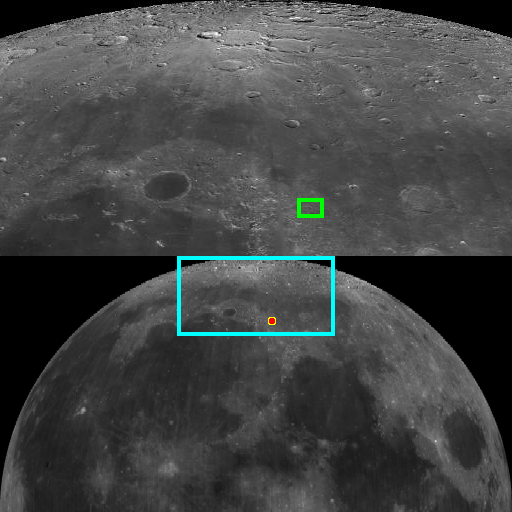
Lage von Trouvelot

Der Krater wurde 1935 von der IAU nach dem französischen Astronomen und Illustrator Étienne Léopold Trouvelot offiziell benannt.